# Jusqu'à ce que la mort nous sépare (Melrose Place)
Pour les articles homonymes, voir Jusqu'à ce que la mort nous sépare.
Jusqu'à ce que la mort nous sépare (Till Death Do Us Part) est le double-épisode de conclusion de la deuxième saison du drame sentimental Melrose Place, diffusé le 18 mai 1994 sur la chaîne FOX aux États-Unis puis sur TF1 en France. Il compte pour les 31e et 32e épisodes de la deuxième saison et pour les 63e et 64e de la série. L'épisode est écrit par le créateur Darren Star et le coproducteur exécutif Frank South, et réalisé par Chip Chalmers.
L'épisode se focalise sur les dernières heures avant le mariage longtemps attendu d'Alison Parker et Billy Campbell, les déboires judiciaires d'Amanda Woodward accusée de harcèlement sexuel par un ancien employé et la double tentative de meurtre de Michael Mancini mise en scène par Kimberly Shaw avec la complicité de Sydney Andrews.
Jusqu'à ce que la mort nous sépare a réalisé la plus forte audience de l'histoire de la série toutes saisons confondues avec 19,3 millions de téléspectateurs, devant le double épisode de la troisième saison On achève bien les mamans (19,2 millions).

## L'histoire
Alison Parker et Billy Campbell sont sur le point de se marier. En plus d'être contrariée par l'absence de sa sœur Meredith, Alison continue de faire d'épouvantables cauchemars en lien avec son enfance. Sa mémoire est effroyablement ravivée lors d'une étreinte avec son père. La jeune femme se souvient alors avoir été violée par son père et s'enfuit, laissant Billy et les invités du mariage dans le désarroi le plus total.
Kimberly Shaw, de son côté, est déterminée à se venger de Michael Mancini à la suite de l'accident de voiture qui lui a laissé une terrible cicatrice sur le crâne. Elle abuse de la faiblesse émotionnelle de Sydney Andrews pour l'impliquer dans une première tentative de meurtre qui échoue. Puis, Kimberly fait de la jeune femme son alibi, vole la voiture de l'ex-femme de Michael, Jane, et le renverse à vive allure devant le Wilshire Memorial Hospital. Jane est aussitôt suspectée et interpellée.
Amanda Woodward rencontre des difficultés pour prouver au tribunal que les accusations de harcèlement sexuel contre elle sont infondées. Son passé de croqueuse d'homme joue en sa défaveur. Au contraire, sa prétendue victime, Chas Russell, bénéficie du témoignage favorable d'Alison Parker et de la propre mère d'Amanda, Hillary Michaels, persuadée que sa fille lui en veut encore de l'avoir abandonnée étant enfant.
Matt Fielding fait la connaissance du témoin de Billy, un ami d'enfance prénommé Rob. Lors d'une conversation, les deux hommes apprennent qu'ils sont tous deux homosexuels. Ils échangent un baiser un soir dans la cour de la résidence mais leur relation ne dure pas.

## Distribution

### Acteurs principaux
| Acteurs               | Personnage         |
| --------------------- | ------------------ |
| Heather Locklear      | Amanda Woodward    |
| Josie Bissett         | Jane Mancini       |
| Thomas Calabro        | Dr Michael Mancini |
| Doug Savant           | Matt Fielding      |
| Grant Show            | Jake Hanson        |
| Andrew Shue           | Billy Campbell     |
| Courtney Thorne-Smith | Alison Parker      |
| Daphne Zuniga         | Jo Reynold         |

### Acteurs récurrents
| Acteurs        | Personnages      |
| -------------- | ---------------- |
| Linda Gray     | Hillary Michaels |
| Tracy Nelson   | Meredith Parker  |
| Laura Leighton | Sydney Andrews   |
| Marcia Cross   | Dr Kimberly Shaw |

### Acteurs secondaires
| Acteurs           | Personnages             |
| ----------------- | ----------------------- |
| Carmen Argenziano | Dr Stanley Levin        |
| Larry Dobkin      | Le juge Stanley Pittman |
| Dorothy Fielding  | Madame Parker           |
| Jeff Kaake        | Chas Russell            |
| Stanley Kamel     | Bruce Teller            |
| Monte Markham     | John Parker             |
| John McCann       | Walter Kovacs           |
| Ty Miller         | Rob                     |
| Cassidy Rae       | Sarah Owen              |
| Stephanie Romanov | Teri Spencer            |
| Andrew Williams   | Chris Marchette         |
| Time Winters      | Carpenter               |

Les acteurs principaux de la deuxième saison de Melrose Place apparaissent tous dans Jusqu'à ce que la mort nous sépare. Cet épisode marque la dernière apparition de Linda Gray dans le rôle d'Hillary Michaels, la mère d'Amanda Woodward. Après Gray et Cassidy Rae, Stephanie Romanov est la troisième comédienne de la série Models Inc. à introduire son personnage dans Melrose Place avant son lancement officiel en juin 1994 sur la chaîne FOX. Jusqu'à ce que la mort nous sépare marque aussi les débuts de Tracy Nelson dans le rôle de Meredith Parker, la sœur aînée d'Alison, et d'Andrew Williams dans le rôle de Chris Marchette, l'amant de Jane, dont les arcs scénaristiques s'étendent sur la troisième saison. Enfin, Monte Markham reprend le rôle John Parker, le père d'Alison, après une première apparition dans le 25e épisode de la deuxième saison, Les sœurs piégées.

## Statut de l'épisode
Cet épisode est révélateur de la psychologie machiavélique et dangereuse du personnage de Kimberly Shaw, qui use de tous les stratagèmes possibles pour assassiner Michael Mancini, qu'elle rend responsable des séquelles de leur accident de voiture. Elle n'a aucun scrupule à tenter de mettre en cause Jane Mancini, son ex-femme, et à jouer des faiblesses de Sydney Andrews, ce que confirmera encore la troisième saison. À l'inverse, les scénaristes continuent de vouloir donner de l'humanité à Amanda Woodward, surtout connue pour sa froideur et ses coups de colère impulsifs. Après avoir "brisé l'armure" du personnage en milieu de saison quand elle a été dévastée d'apprendre les truanderies de son père, elle est désormais attaquée en justice pour harcèlement sexuel par le compagnon de sa mère. Comme souvent, les auteurs ont le sens de l'humour, puisqu'Amanda aime jouer de ses charmes. Enfin, cet épisode marque un tournant majeur dans la relation sentimentale tourmentée entre Alison et Billy.

## Production
Aaron Spelling, E. Duke Vincent et Darren Star sont les producteurs exécutifs de l'épisode. Chip Hayes est producteur, Frank South est coproducteur exécutif.
Jusqu'à ce que la mort nous sépare est écrit par le créateur Darren Star et le coproducteur exécutif Frank South. C'est le quatrième épisode que Star et South écrivent en commun depuis le début de la série, après notamment l'ultime épisode de la première saison, Soupçons tous azimuts. Individuellement, il s'agit du 12e épisode de la série signé par Star et du 13e écrit par South.
Cet épisode est le 6e de la série réalisé par Chip Chalmers.
La musique de l'épisode est composée par Tim Truman, qui est aussi l'auteur du générique de la série.
Après cet épisode, le superviseur de la production et scénaristique Charles Pratt Jr quitte Melrose Place pour lancer Models Inc., série dont il est le créateur et producteur exécutif. Après l'annulation de Models Inc. faute d'audience, il réintégrera la production de Melrose Place lors du premier épisode de la quatrième saison.
Melrose Place faisait figure de série pionnière en disposant d'un personnage principal ouvertement gay, Matt Fielding. Les scénaristes ont écrit une scène dans laquelle Matt échange un baiser avec son amant Rob sous le regard surpris de Billy Campbell. Cette scène a été filmée. Mais à la demande du diffuseur, la chaîne FOX, la production a partiellement coupé la scène, a confirmé Darren Star. Ainsi, on voit les deux hommes se serrer la main et échanger un regard insistant, mais on ne voit pas le smack, rapporte le magazine The Advocate qui a fait la une de son édition du 27 décembre 1994 avec l'interprète du personnage, Doug Savant. L'association américaine The Gay & Lesbian Alliance Against Defamation a protesté contre cette censure. L'exécutif de FOX a maintenu sa décision de ne pas montrer de baiser homosexuel à l'écran par crainte d'effrayer les annonceurs publicitaires.